# جماعة أبو سياف
جماعة أبو سياف جماعة جهادية انشقت عن جبهة التحرير الوطنية «جبهة مورو» عام 1991م في جنوبي الفلبين، أنشأها عبد الرزاق أبو بكر جنجلاني.وهدف جهادها «إنشاء دولة إسلامية» غربي جزيرة مندناو جنوبي الفلبين، حيث تقطن هذه الجزيرة أغلبية من السكان المسلمين. القائد الحالي للمجموعة هو«غالب أندانغ» 
يتوزع المئات من مجاهدين أبو سياف في جزر باسيلان، سولو وتاوي تاوي، لكن نشاطهم يصل إلى مانيلا. شاركت في عملية السلام بين الحكومة وجبهة مورو مطالبة بدولة إسلامية مستقلة.

## التاريخ
مؤسسها هو عبد الرزاق جنجلاني مسلم من جنوب الفلبين. بعد عودته من ليبيا في أوائل التسعينات، شكّل مجموعة عسكرية عرفت باسم «جماعة أبو سياف» نسبة له، حيث كان يكنى بأبي سياف، ذات ميول إسلامية منشقة عن جبهة التحرير الوطنية «جبهة مورو» عام 1991. والذي قُتل خلال اشتباك مع الشرطة الفلبينية في قرية لاميتان بجزيرة باسيلام في 18 ديسمبر عام 1998 في معركة مسلحة مع الشرطة في جزيرة باسيلان وحل محله بعد ستة أشهر أخوه الأصغر قذافي جنجلاني. وسجن أخوه الثالث هكتور بتهم القتل والخطف.
تدعي الجماعة أن نضالها من أجل إنشاء دولة إسلامية غربي جزيرة مندناو الواقعة جنوبي الفلبين والتي يسكنها أغلبية مسلمة.
علاقتهم بالمجاهدين العرب نشأت عبر الطلاب الدارسين والعمال من المنتمين إلى الجماعة في الشرق الأوسط، ثم كوّنوا علاقات مع المجاهدين العرب أثناء التدريب والقتال في أفغانستان.
أبو سياف هو لقب مؤسس الجماعة، واسمه عبد الرزاق الجنجلاني، وهو من مسلمي جنوب الفلبين ومن جزيرة باسيلان بالتحديد ينتمي لقبيلة التاسوك، درس العلم الشرعي في جامعة أم القرى في مكة المكرمة وتخرج فيها، ثم التحق بمراكز التدريب التابعة لجبهة مورو الوطنية في ليبيا، وتلقى هناك تدريبات عسكرية وقيادية، عاد بعدها إلى منطقته جزيرة باسيلان في جنوب جزيرة ميندناو جنوب الفلبين والتي هي عبارة عن جزيرة كبيرة منعزلة فيها أكثرية مسلمة، ووجّه مشاعر المحيطين به إلى العداء للنصارى زاعما أن المسلمين هناك يعانون من اضطهاد النصارى القادمين من الشمال والذين دفعت بهم الحكومة وساعدتهم لتغيير الخارطة السكانية في الجنوب المسلم، مرددا طوال الوقت أن الحكومة حرضتهم على قتل المسلمين وسلب أراضيهم، بل كوّنت منهم جماعات مسلحة لتحقيق هذا المطلب ومن ذلك جماعة الفئران وجماعة الأخطبوط.
وقد ساعد موقع الجزيرة المستقل ومشاعر العداء تلك بين المسلمين والنصارى التي زادت دعوته في إذكائها في باسيلان، في تشجيع أبو سياف على تأسيس جماعته المستقلة، ونشط في أوساط الشباب هناك، ثم اتخذ له قاعدة في الغابة للتأهيل والتدريب والدعوة والجهاد، إذ أراد ان تكون جماعته دعوية جهادية : دعوية لتعليم المسلمين دينهم، وجهادية للوقوف ضد النصارى المدعومين من الدولة والدفاع عن المسلمين حسب زعمه.
بعد مقتله انقسمت مجموعته إلى مجموعتين:
الأولى مجموعة يقودها «راودلان»: وهي الأكبر
والثانية مجموعة يقودها «قذافي جنجلاني»: وهي الأقل ولكن تتميز بوجود قائد بارز فيها هو «أبو سبايا» وهو الرجل القوي وتطلق الجماعتان اسم «أبو سياف» على نفسها.
مجموعة ثالثة : هي مجموعة «روبوت» تدعي المجوعتين الأولتين أنها قامت بيد الاستخبارات العسكرية في الجيش الفليبيني حيث كوّنت مجموعة تطلق على نفسها كذلك «مجموعة أبو سياف» ويقودها شخص اسمه غالب، ويشتهر باسم «روبوت».
يُنسب للجماعة عدة عمليات منها هجوم كبير للجماعة عام 1995، عندما أغارت على بلدة إيبيل في جزيرة مينداناو. وغالبا ما تستهدف الجماعة الأجانب، وخاصة الأوروبيين والأميركان للضغط على الحكومة لتلبية مطالبهم. وينسب للجماعة عدد من حالات الخطف وهجمات بالقنابل تمت في عام 1998 .
من مركزها في جزيرتي باسيلان وسولو قبالة مينداناو. وبدأت الجماعة بشن هجمات صغيرة تستهدف الكنائس الكاثوليكية وبعثات التبشير والراهبات لكنها سرعان ما تحولت إلى الهجمات الكبيرة وعمليات خطف شخصيات مهمة وقتل الأجانب بما في ذلك تنفيذ عملية خطف في منتجع ماليزي عام 2000.
ورغم أن جماعة أبو سياف هي أصغر الجماعات الإسلامية في جنوب الفلبين فإنها الأكثر استخداما للعنف لتحقيق مطلب الاستقلال عن مانيلا. وتتهم الفلبين والولايات المتحدة جماعةَ أبو سياف بالارتباط بتنظيم القاعدة، وتحملها مسؤولية مجموعة هجمات أبرزها حريق سفينة قبالة مانيلا في فبراير من عام 2008 أدّى إلى مقتل نحو مائة شخص.
من الزعماء الخمسة الكبار للجماعة يعتقد الآن أن أربعة قتلوا هم جنجلاني وأبو صبايا الذي قُتل في معركة بحرية في يونيو حزيران عام 2002 وهم : سراجي سالي الذي قُتل في اشتباك بباسيلان في أبريل عام 2004 وأبو سليمان الذي قُتل في يناير 2007.
ولم يبقَ من زعماء الجماعة سوى رادولان ساهيرون أما أبرز الأعضاء الآخرين فيشملون اسنيلون هابيلون الموجود في باسيلان والمطلوب من السلطات الأمريكية وأومبرا جومديل المعروف باسم أبو بولا والموجود في جولو والبدر باراد .

## مواضيع ذات صلة
- معركة تيبو- تيبو
- أبو عبد الله الفلبيني
- أسامة بن لادن
- ملا محمد عمر
- القاعدة
- طالبان
- سلفية جهادية